# Norwasz-Szygali
Norwasz-Szygali (ros. Норваш-Шигали) – wieś (sieło) w Rosji, w Czuwaszji, w rejonie batyriewskim. W 2021 liczyła 853 mieszkańców.

## Urodzeni
- Irina Kalentjewa - rosyjska kolarka.